# Reino de Calabar

## Reino de Calabar na atual Nigéria
Após a independência da Nigéria em 1961, o antigo Reino de Calabar, o ijós, etc e os ibos foram agrupados para formar a região oriental da Nigéria (uma das primeiras três regiões da Nigéria, e depois tornou-se uma das quatro regiões da Nigéria). A capital da região oriental estava em Enugu, uma cidade ibo.
O povo do antigo Reino de Calabar e os ijós não se sentiam confortáveis sendo um membro da Região Leste.  Por conseguinte, defendeu a criação do estado Cross River/Ogoja/River (COR) após a independência da Nigéria. Três dias antes da declaração de independência da República da Biafra, que iniciou a Guerra Civil da Nigéria, em 27 de Maio de 1969, todos os antigos estados da velho Reino de Calabar 'excluindo Fernando Po (agora Guiné  Equatorial), Camarões Ocidental, e territórios de falantes ibos (partes dos estados Abia e Imo que pertenciam ao Reino de Calabar) tornou-se um dos doze Estados da Nigéria, nomeado Sudeste (estado) (também conhecido como Sudeste da Nigéria ou Costa Sudeste da Nigéria). Foi rebatizado estado Cross River quando os originais doze estados, tornaram-se dezenove, em 1987.  Em 23 de Setembro de 1987, os dezenove estados tornaram-se vinte e um, com o estado de Cross River sendo dividido em dois estados: Cross River (estado) e Akwa Ibom (estado).

## Linguagem Escrita do Reino de Calabar
A língua oficial do povo do antigo Reino Calabar é a língua efique. No entanto, alguns povos falam a língua ibibio-efique por causa da dominação do grupo Ibibio. Vários dialetos do seu idioma incluem o anangue, ibibio/equete, orom, Bekwara, e Ejakam.

## Música Calabar
Música Calabar inclui a música anangue, efique, ibibio, rom, e Ikom do Akwa Ibom (estado) e Cross River (estado).  Sua música é única para seu costume, e as sociedades secretas, como a Epê, Econgue, Epô, e Epriacata e Nbaia. Seus costumes e música tiveram um impacto significativo sobre os costumes e a música de outros grupos étnicos na área do delta do Níger, na Nigéria e parte do sudeste do país. Drums, e várias formas de obodom são seus instrumentos musicais de importação.  Nos dias atuais, instrumentos musicais europeus ganharam uso difundido em suas músicas e performances culturais.
Portanto, na Nigéria atual, o núcleo do antigo Reino de Calabar é o atual Akwa Ibom (estado) e o atual  Cross River (estado) da Nigéria.